# NGC 1887
NGC 1887 (другое обозначение — ESO 85-SC59) — рассеянное скопление в созвездии Золотой Рыбы, расположенное в Большом Магеллановом Облаке. Открыто Джоном Гершелем в 1834 году. Описание Дрейера: «очень тусклый, очень маленький объект круглой формы, в 25 секундах дуги к западу расположена звезда». Возраст скопления составляет около 70 миллионов лет, наблюдаемое межзвёздное покраснение в цветах B−V составляет 0,05m.
Этот объект входит в число перечисленных в оригинальной редакции «Нового общего каталога».